# Кизил-Байрак
Кизи́л-Байра́к (рос. Кызыл-Байрак, башк. Ҡыҙыл Байраҡ) — присілок у складі Ілішевського району Башкортостану, Росія. Входить до складу Ішкаровської сільської ради.
Населення — 62 особи (2010; 68 у 2002).
Національний склад:
- башкири — 94 %